# Sex Appeal
Sex Appeal é uma minissérie brasileira produzida e exibida pela TV Globo de 1 de junho a 2 de julho de 1993, em 19 episódios. Escrita por Antônio Calmon, com colaboração de Lílian Garcia, Patrícya Travassos e Vinícius Vianna e dirigida por Ricardo Waddington e Ary Coslov. 

## Enredo

As cinco protagonistas da trama: Cláudia Rangel, Carolina Dieckmmann, Danielle Winits, Camila Pitanga e Luana Piovani.

Donos da agência de modelos Sex Appeal, Edgar (Walmor Chagas) e Cecília (Cleyde Yáconis) lançam um concurso nacional para revelar uma nova supermodelo, no qual a vencedora levaria 200 mil dólares e seria enviada para modelar no exterior. As cinco finalistas são: Angel (Luana Piovani), Vilma (Camila Pitanga), Eva (Danielle Winits), Cláudia (Carolina Dieckmmann) e Andrea (Cláudia Rangel). Angel tem uma beleza descomunal, porém é tímida e superprotegida por sua mãe, Margarida (Elizabeth Savala), uma mulher sofrida que fugiu com a filha de seu ex-marido violento, Walter (Dennis Carvalho). 
Criada em fazenda, Vilma é cheia de complexos com seu corpo e com a forma errada que fala, se sentindo uma impostora naquele universo. Claudinha tem apenas 14 anos e começou a modelar para sustentar sua mãe depressiva. Andréa tem 25 anos e vê no concurso a última chance de despontar antes que fique velha demais para a profissão, recorrendo a moderadores de apetite e outras drogas. Já Eva é ambiciosa e capaz de fazer de tudo para vencer, até mesmo prejudicar as concorrentes e seduzir Edgar. 
Paralelamente há o boxeador Tony (Nico Puig), o grande amor da vida de Angel, que não consegue viver a paixão em função de cuidar do irmão  Júlio (Felipe Folgosi), viciado em drogas.
O ator Armando Bógus, que seria escalado para atuar na série, teve que ficar hospitalizado devido a leucemia, motivo pelo qual não pôde retornar e concluir as gravações, ficou internado durante dois meses, vindo a falecer em 2 de maio de 1993, aos 63 anos de idade.

## Elenco
| Ator/Atriz          | Personagem                          |
| ------------------- | ----------------------------------- |
| Luana Piovani       | Angélica Sousa Borges (Angel)       |
| Camila Pitanga      | Vilma Nascimento                    |
| Danielle Winits     | Eveline da Silva (Eva)              |
| Carolina Dieckmmann | Cláudia Garcia Tavares (Claudinha)  |
| Cláudia Rangel      | Andréa Maia Frota                   |
| Elizabeth Savalla   | Margarida Sousa Borges              |
| Dennis Carvalho     | Walter Moreira Borges               |
| Mário Gomes         | Arthur Daniel Castelli              |
| Nico Puig           | Antônio Marchezzi (Tony)            |
| Cleyde Yáconis      | Cecília Leite Quental               |
| Walmor Chagas       | Edgar Leite Quental                 |
| Betty Lago          | Vicky Astar                         |
| Esther Góes         | Jacqueline Belfort                  |
| Kadu Moliterno      | Renato Lührman                      |
| Felipe Folgosi      | Júlio Marchezzi                     |
| Otávio Augusto      | Caio Hubermann                      |
| Rômulo Arantes      | Maurício Leite Quental (Mauricinho) |
| Thales Pan Chacon   | Hélio Maia Frota (Helinho)          |
| Roberto Pirillo     | Davi Tavares                        |
| Lília Cabral        | Clarisse Fonseca                    |
| Fábio Junqueira     | Bruno Fonseca                       |
| Lui Mendes          | King Kong                           |
| Bel Kutner          | Carla                               |
| Vitor Hugo          | Roberto Fonseca (Beto)              |
| Renata Lima         | Patrícia Meneghetti                 |
| Ariel Borghi        | Alfredo Leite Quental               |
| Iara Jamra          | Maristela                           |
| Sandra Barsotti     | Luíza Viana Garcia                  |
| Francisco Milani    | Peçanha                             |
| Cláudio Mamberti    | Saldanha                            |
| Tony Tornado        | Montanha                            |
| Fernando Almeida    | Tito Nascimento                     |
| Supla               | Daniel Ribeiro (Dino)               |
| Kiki Lavigne        | Laura Tavares                       |
| Igor Lage           | Igor Fonseca                        |
| Isabel Lobo         | Bianca Fonseca (Bia)                |

### Participações especiais
| Ator/Atriz              | Personagem                                                    |
| ----------------------- | ------------------------------------------------------------- |
| Waldyr Sant'anna        | Jonas Nascimento                                              |
| Armando Bógus           | Baltazar Custódio                                             |
| Jorge Cherques          | José de Almeida                                               |
| Marinara Costa          | Elisabete Lührman (Beth)                                      |
| Grace Gianoukas         | Cuca Stravinski                                               |
| Chico Cabrera           | Vitório                                                       |
| Ary Coslov              | Sérgio                                                        |
| Walney Costa            | Marquinhos                                                    |
| Luís Salém              | Sinval                                                        |
| Íris Bustamante         | Amiga de Patrícia                                             |
| Cláudia Paiva           | Amiga de Patrícia                                             |
| Mauro Jardim            | Personal trainer de Beth                                      |
| Marco Antônio Rodrigues | Amigo de Dino                                                 |
| Luiz Lobo               | Amigo de Dino                                                 |
| Marta Moesch            | Amiga de Dino                                                 |
| Ricardo Waddington      | Diretor de comercial de TV                                    |
| Alexandra Richter       | Assistente de produção de comercial de TV                     |
| Nildo Parente           | Frei Paulo                                                    |
| Marcela Altberg         | Marisa                                                        |
| Francisco de Figueiredo | Recepcionista do apart-hotel onde estão as modelos            |
| Maristane Dretch        | Garçonete por quem Júlio se apaixona                          |
| Sílvio Pozzato          | Médico da clínica de reabilitação onde Júlio se interna       |
| Leonardo Franco         | Médico que informa o estado de saúde de Vitório               |
| Carlos Takeshi          | Funcionário do Aeroporto que atrasa entrada de Angel no avião |
| Paulo Reis              | Delegado que investiga Walter no RJ                           |
| Ivan Setta              | Delegado do assassinato de Caio                               |
| Cyrano Marques          | Apresentador de TV                                            |
| Gabriela di Cicco       | Modelo da Sex Appeal                                          |
| Carla Souza Lima        | Modelo da Sex Appeal                                          |
| Carla Barros            | Ela mesma                                                     |
| Vanessa de Oliveira     | Ela mesma                                                     |
| Monique Evans           | Ela mesma                                                     |
| Malu Mader              | Ela mesma                                                     |

## Exibição
Sex Appeal foi exibida pela Globo entre 01 de junho e 02 de julho de 1993. A minissérie foi escrita em 20 capítulos, mas por conta de uma transmissão esportiva que interrompeu a trama no dia 24 de junho de 1993, os capítulos 15 e 16 foram exibidos juntos no dia seguinte, editados como um único capítulo, encerrando a exibição com 19 episódios exibidos.
Foi reexibida na íntegra pelo Viva de 15 de fevereiro a 14 de março de 2011, substituindo Dona Flor e Seus Dois Maridos e sendo substituída por A Muralha, às 0h. Nesta exibição, o canal optou por separar os episódios 15 e 16.
Foi reprisada apenas para o Distrito Federal durante as eleições municipais de 1996, após o Jornal Nacional, uma vez que não há campanha política em Brasília neste período.
Foi reprisada num compacto de 5 capítulos dentro do quadro Novelão, do programa Vídeo Show, da Rede Globo, de 9 a 13 de novembro de 2015, substituindo a telenovela História de Amor e sendo substituída por outra minissérie, Hilda Furacão.

### Outras Mídias
Em 20 de dezembro de 2021, foi disponibilizada na íntegra pelo Globoplay como parte do Projeto Resgate.

### Exibição internacional
Bolívia,  Canadá,  Costa Rica,  Guatemala,  Honduras,  México,  Nicarágua,  Panamá,  Paraguai,  Portugal,  Peru,  República Dominicana e  Uruguai.